# Hurrikan Irene (2005)
Der Hurrikan Irene war ein langlebiger Kap-Verde-Typ-Hurrikan in der atlantischen Hurrikansaison 2005. Der Sturm bildete sich am 4. August nahe Kap Verde. Er überquerte den Atlantik, wendete sich den nördlicher gelegenen Bermuda-Inseln zu und wurde südöstlich von Neufundland zu einem extratropischen Sturm. Irene überdauerte 14 Tage als tropisches system, länger als jeder andere Sturm der Rekordsaison 2005, in der der Wirbelsturm der neunte benannte Sturm und der vierte Hurrikan war.
Die Stärke des Hurrikans erwies sich als schwer vorhersagbar. Nachdem sich Irene am 10. August bereits fast zerstreut hatte, gipfelte sie am 16. August als Hurrikan der Kategorie 2 auf der Saffir-Simpson-Hurrikan-Windskala, bevor sie später am 18. August von einem größeren tropischen System absorbiert wurde. Obwohl anfänglich befürchtet wurde, Irene könnte das Land erreichen, war sie nie eine Gefahr für das Festland. Es wurde kein Schaden entdeckt, den sie verursacht hätte.

## Meteorologische Geschichte

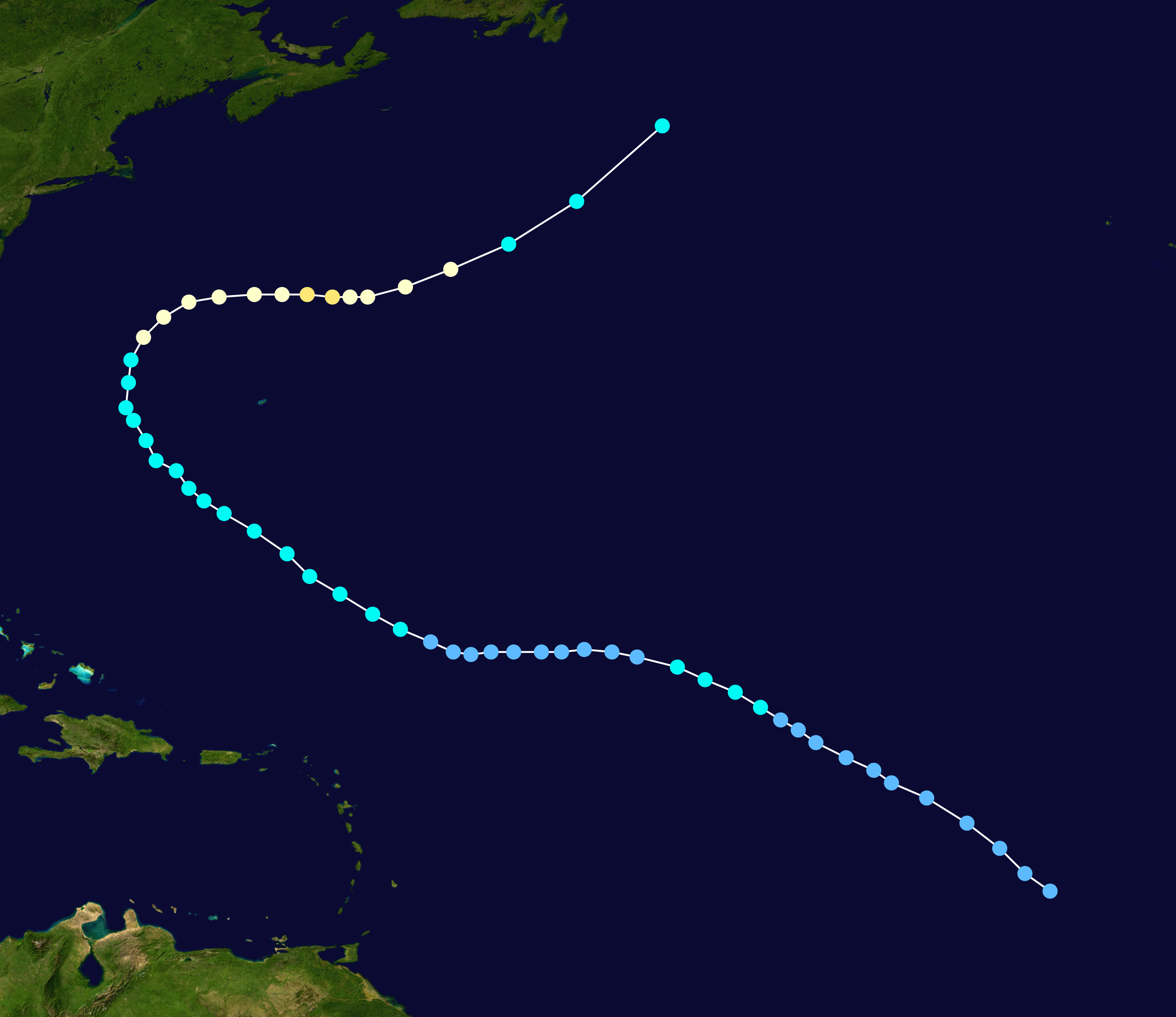
Weg des Sturmes

Am 1. August setzte sich eine kräftige tropische Welle von der Westküste Afrikas aus in Bewegung, wobei sie anfänglich zu kühleren Oberflächentemperaturen abschwächte. Die Welle bewegte sich westwärts und passierte Kap Verde, wo die Konvektion zuzunehmen begann, das System wurde organisierter und entwickelte sich am Nachmittag des 4. Augusts, 1100 km südwestlich der Kap-Verde-Inseln zur tropischen Depression 9. Am 5. August drehte sich die Depression abrupt nach Nordwest, zu einem Gebiet mit höherer Windscherung und brachte so einige Computermodelle dazu, vorauszusagen, dass sie sich auflösen würde, während andere prognostizierten, sie werde weiter erstarken. Die plötzliche Bedrohung durch den Sturm veranlasste Lixion Avila, den Meteorologen des National Hurricane Centers (NHC), zuzugestehen, „wie wenig wir über die Entstehung tropischer Stürme wissen“. Trotz der ungünstigen Bedingungen in ihrer Umgebung und ihrer schlechten Organisation gewann die tropische Depression Neun weiter an Kraft und wurde am 7. August zum tropischen Sturm Irene.

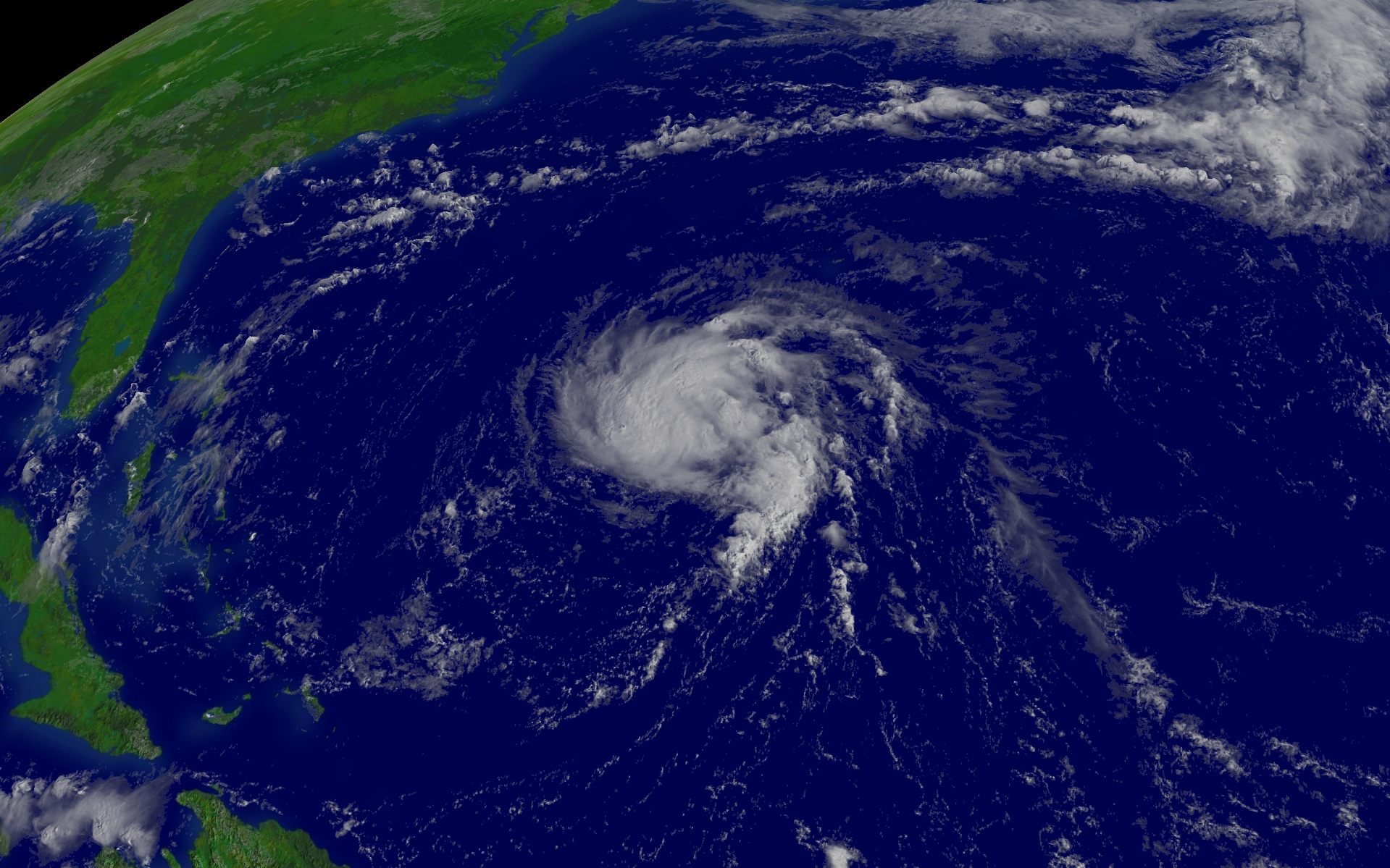
Irene am 12. August als tropischer Sturm

Da sich Irene in einer Umgebung mit hoher Scherung und trockener Luft befand, schwächte sie bald, am 8. August, wieder zu einer tropischen Depression ab. Am Morgen des 10. August zog Irene über die Kleinen Antillen und zerstreute sich fast zu einem Resttief, aufgrund dessen die Meteorologen voraussagten, der Sturm werde nur „mit geringer Wahrscheinlichkeit“ überleben. Jedoch erlaubten warme Gewässer und weniger Windscherung Irene, sich südlich von Bermuda neu zu sortieren. Somit wurde Irene am 11. August wieder zu einem tropischen Sturm.
Aufgrund von Unsicherheiten, wie Irene mit der Subtropenfront interagieren würde, ergaben die Computermodelle weiterhin keine eindeutigen Voraussagen über die Zukunft des Sturms. Während die einen prognostizierten, Irene würde auf das Festland North Carolinas treffen, prophezeiten andere, der Sturm würde sich auflösen. Die Unsicherheiten endeten, als es eine Schwachstelle in der Subtropenfront Irene ermöglichte, nordwärts zu ziehen. Am 15. August bewegte sich Irene auf halber Strecke zwischen den Outer Banks vor North Carolina und Bermuda. Als sich die Windscherung in höheren Lagen plötzlich abschwächte, nahm Irene schlagartig an Stärke zu, wurde erst zu einem Hurrikan und erreichte dann als Hurrikan der Kategorie 2 ihre Spitzengeschwindigkeit von 170 km/h. Dabei befand sie sich 560 km nordöstlich von Bermuda. Zur gleichen Zeit erreichte der Sturm auch seinen geringsten Druck von 970 mbar. Obwohl Meteorologen des NHC dachten, es sei wahrscheinlich, dass sich Irene zu einem Hurrikan entwickelt, hatten sie es nicht für möglich gehalten, dass sie zu einem Sturm dieser Größenordnung werden würde.
Irene trat in eine Region mit höherer Windscherung ein, sie verlor an Stärke und wurde am 18. August zu einem tropischen Sturm abgestuft, als sie sich 830 km südlich von Kap Race bei Neufundland befand. Nachdem er sich über kühlere Gewässer bewegt hatte, wurde der tropische Sturm Irene noch am 18. August extratropisch und wurde von einem größeren extratropischen System aufgesaugt. Somit existierte Irene vierzehn Tage, was die längste Lebenszeit aller Stürme der Saison darstellt.

## Folgen, Rekorde und Benennung
Solange sich Irene dem Festland nicht näherte, wurden für sie keine Warnungen an den Küsten ausgegeben. Obwohl sich Irene so lange über dem Atlantik aufhielt, wurden keine Meldungen bekannt, nach denen ein tropischer Sturm ein Schiff bedroht habe. Irene verursachte keine Schäden. Allerdings erzeugte der Sturm kräftige Wellen und erhöhte entlang der Ostküste der Vereinigten Staaten das Risiko von Brandungsrückstrom. An vielen Stränden in New Jersey wurde das Baden eingeschränkt, Rettungsschwimmer kamen an einem einzigen Strand in drei Tagen auf über hundert Rettungen. Am 14. August ertrank ein 16-jähriger Junge am Long Beach (New York) gefangen in einer Rippströmung.
Als sich der Sturm Irene am 7. August bildete, stellte er den frühesten neunten Sturm einer atlantischen Hurrikansaison aller Zeiten dar und brach somit den Rekord des neunten Sturmes der Saison 1936 um 13 Tage. Es war auch der fünfte tropische Zyklon über dem Atlantik, der Irene genannt wurde. Aufgrund von fehlenden Folgen des Sturmes wurde der Name von der World Meteorological Organization auf die Namensliste für die Stürme der Saison 2011 gesetzt.